# Kupé (gépkocsi)

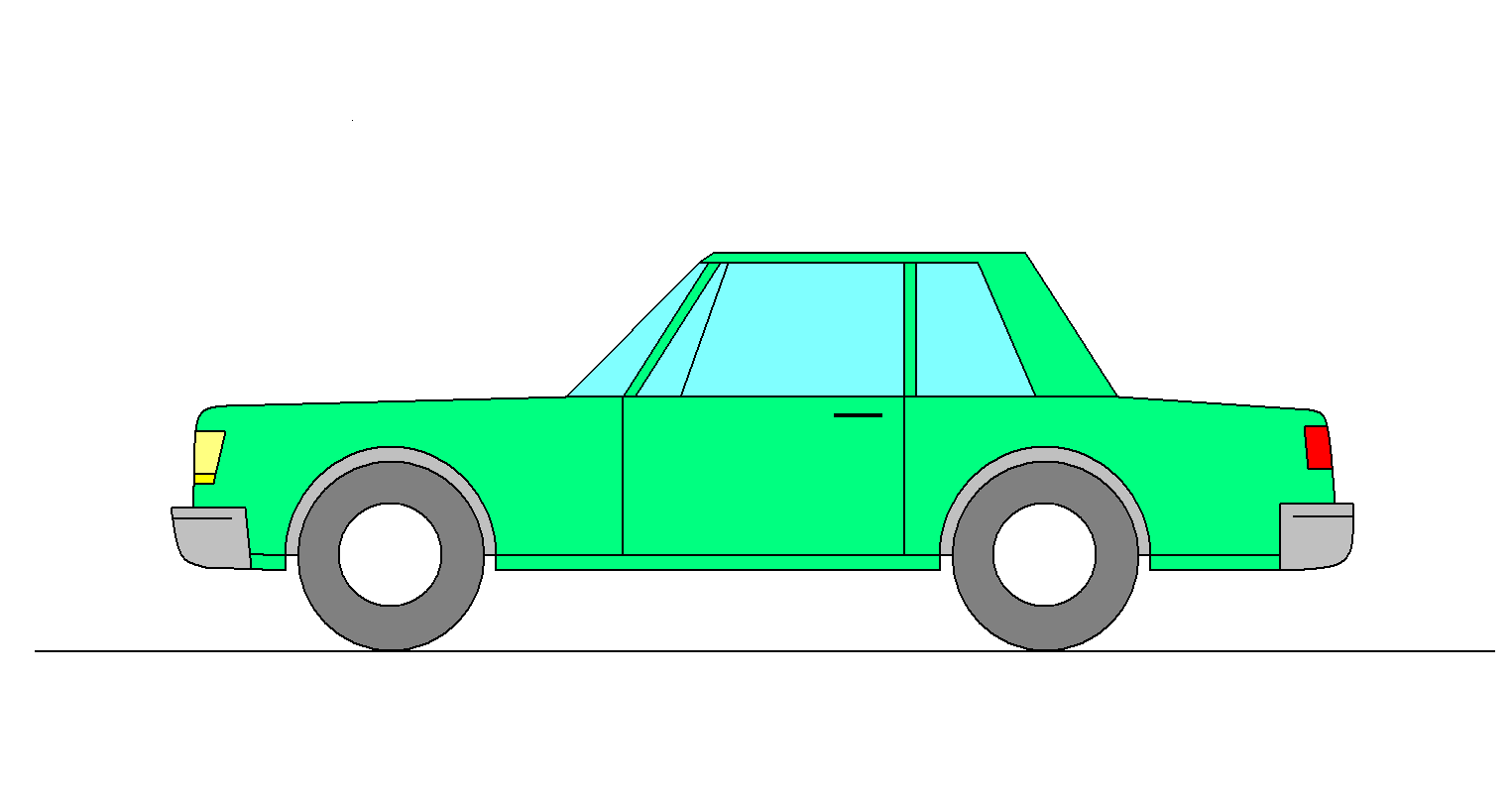
Kupé

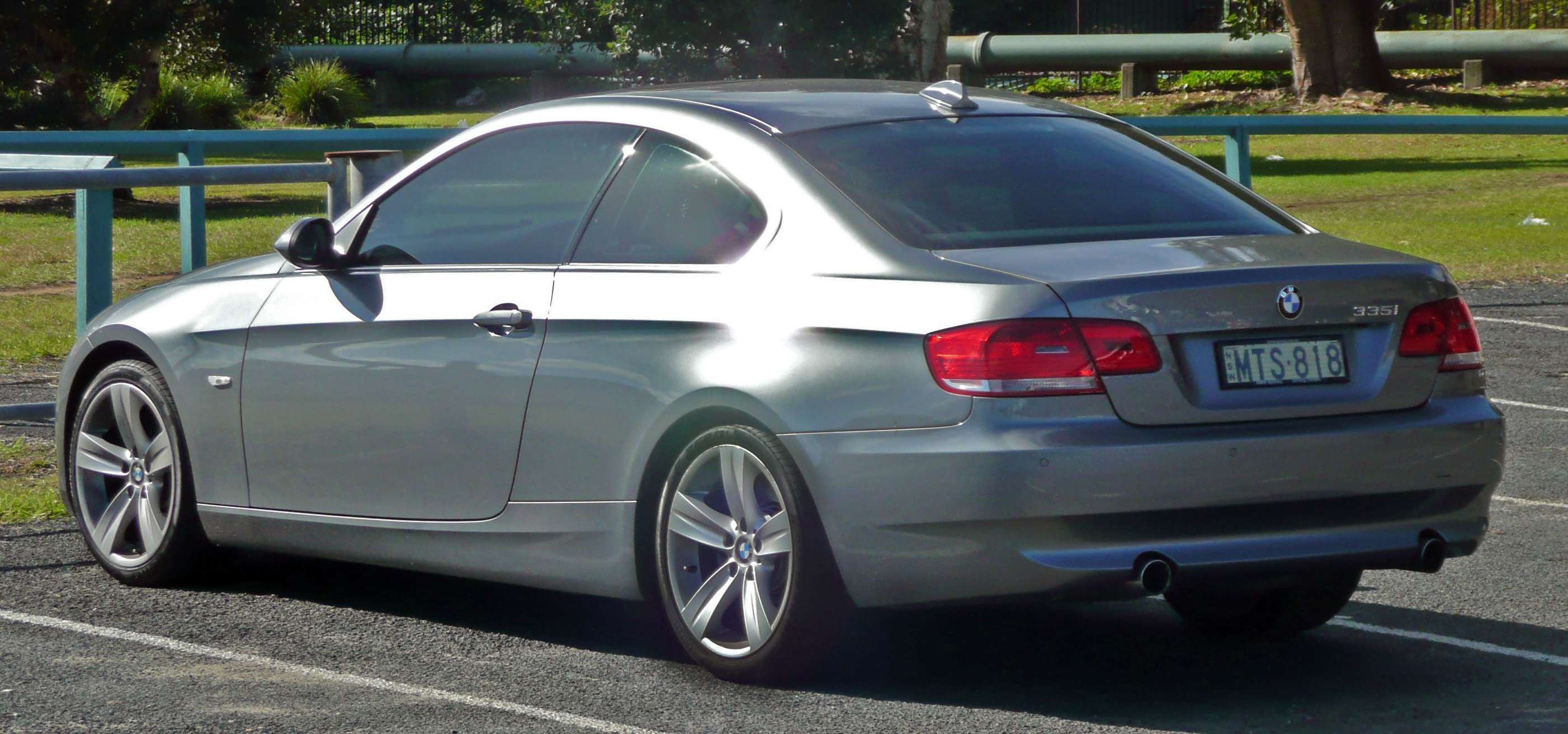
BMW 3-as kupéváltozat

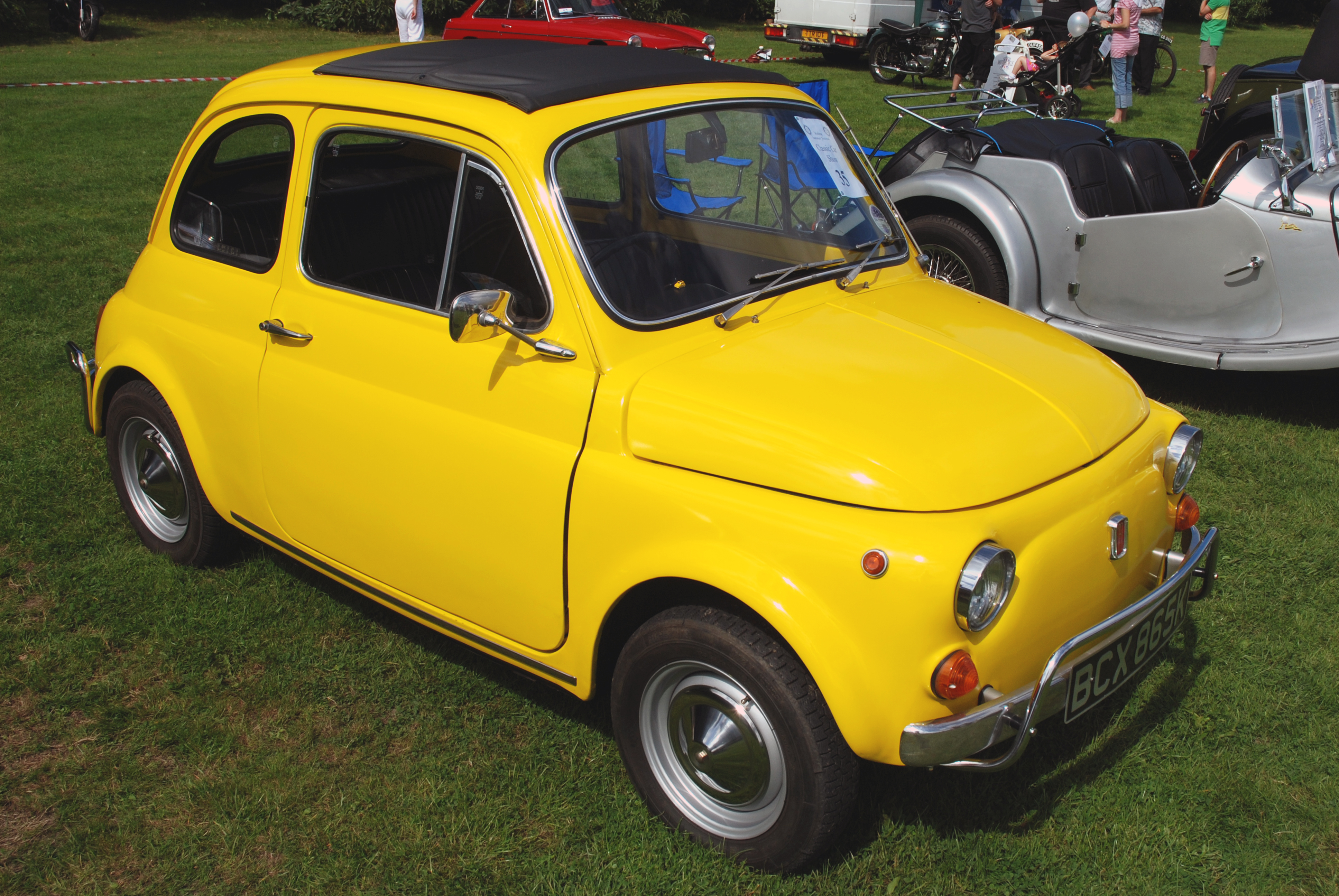
Fiat 500

A kupé (coupé) olyan zárt kocsiszekrényű személygépkocsi elnevezése, ami négy vagy öt ülőhellyel, de két ajtóval rendelkezik (bár utóbbi időben egyre több négy illetve ötajtós változat is megjelent. Alapesetben kétajtós limuzinnak felel meg, amit inkább két személy számára alakítottak ki. 

## Jellemzők
A kupéban gyakran a vezető és a mellette lévő, vagyis az első ülések rendelkeznek teljes nagysággal, kényelmi komforttal, míg a hátsók szűkebbek, kényelmetlenebbek, a ki- és beszálláshoz az első ülések háttámláját előre kell dönteni, és többször csak gyerekek férnek el rajtuk. Ennek oka főleg az, hogy a kupék karosszériája gyakran a két ajtó, illetve a két ülés prioritása szerint van kialakítva, nemritkán teljesen más kivitellel, mint ugyanazon típus limuzinkarosszériája. Ez főleg akkor látható, ha a két típust összehasonlítjuk, viszont sok típusnak a kupé és limuzinváltozata között minimális csak a különbség. Vannak még sportkupék is, ezek gyakorlatilag sportkocsik, illetve olyan sportosabb típusok, amik alapmodellje nem kimondottan sportautónak készült. A sportkupé lehet csak kétszemélyes vagy 2+2 személyes is. Általában a kupéból készül lenyitható változat is, ez a kabrió.

## Egyéb
Léteznek úgynevezett „négyajtós kupék” is, ezek gyakorlatilag olyan limuzinok, ahol a kocsi karosszériája a négy ajtó ellenére a kupékarosszéria vonalát követi, ezáltal ezen autók komfortja valamivel elmarad egy hagyományos limuzinétól, viszont a külseje a sportosság érzetét kelti. Emiatt a négyajtós kupé léte igazából csak reklámfogás, gyakorlatilag ezek is limuzinok, afféle „sportlimuzinok”. Ezek az autók vagy teljesen különálló modellek, vagy egy eredetileg kimondottan sportkupénak készült típusnak a „négy ajtósított” változatai. 
A kupé érzetét akarják kelteni néhány olyan autónál is, amelyeknél a hátsó ajtó kilincsét az ablakkeretbe rejtik, így az nem látszik a kocsi oldalán. A „kupé” szót ezen kívül számos más marketingfogás keretében használták még fel, ahol páros vagy kétszemélyes vonatkozása volt valaminek.
Egyedi kivitelű autókat készítő cégek limuzin változatból is készítettek kupét. 

## Fordítás
Ez a szócikk részben vagy egészben  a   Coupe című angol Wikipédia-szócikk ezen változatának fordításán alapul.  Az eredeti cikk szerkesztőit annak laptörténete sorolja fel. Ez a jelzés csupán a megfogalmazás eredetét és a szerzői jogokat jelzi, nem szolgál a cikkben szereplő információk forrásmegjelöléseként.